# Джина Валентина
Джина Валентина (англ. Gina Valentina), настоящее имя — Виктория Селесте Карвальо (порт. Victoria Celeste Carvalho; род. 18 февраля 1997, Рио-де-Жанейро) — бразильская порноактриса и певица, проживающая в США.

## Биография

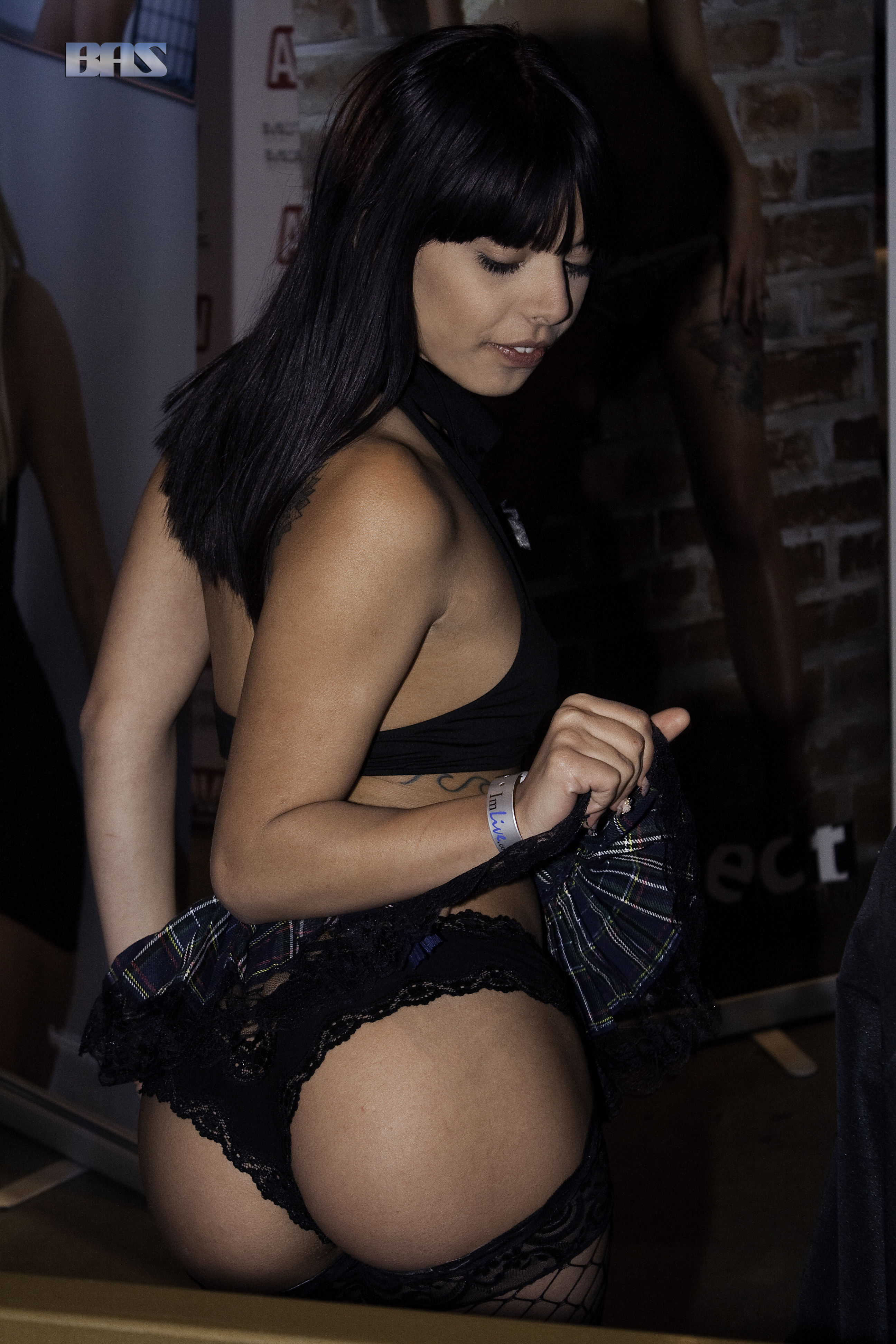
Expo 2016

Родилась в феврале 1997 года в Рио-де-Жанейро, Бразилия. Не так много известно о её жизни до 2015 года, когда в возрасте 18 лет она решает начать сниматься в фильмах для взрослых.
Снималась для студий Kick Ass, Brazzers, Reality Junkies, New Sensations, Digital Sin, Lethal Hardcore, Evil Angel, Forbidden Fruits Films, Devil’s Film, Filly Films, Wicked, Bang Bros, 3rd Degree и Girlfriends Films.
В 2017 году была номинирована на премии AVN и XBIZ в категории «Лучшая новая актриса». Также была представлена на AVN еще в четырёх номинациях.
В августе 2017 года была выбрана Penthouse Pet журналом Penthouse.
Снялась более чем в 300 фильмах.

## Награды и номинации
| Год  | Церемония         | Результат | Номинация                                         | Работа                   |
| ---- | ----------------- | --------- | ------------------------------------------------- | ------------------------ |
| 2017 | AVN Awards        | Номинация | Лучшая новая старлетка                            | н/д                      |
| 2017 | AVN Awards        | Номинация | Лучшая сцена лесбийского секса                    | Lesbian Border Crossings |
| 2017 | AVN Awards        | Номинация | Лучшая сексуальная сцена для мужчина/женщина      | Teen Sex Dolls 2         |
| 2017 | AVN Awards        | Номинация | Лучшая сексуальная сцена в виртуальной реальности | Tailgate Tag Team        |
| 2017 | AVN Awards        | Номинация | Приз зрительских симпатий: самый горячий дебютант | н/д                      |
| 2017 | XBIZ Award        | Номинация | Лучшая новая старлетка                            | н/д                      |
| 2018 | AVN Awards        | Номинация | Лучшая исполнительница года                       | н/д                      |
| 2018 | AVN Awards        | Номинация | Лучшая сцена лесбийского секса                    | Lesbian Schoolgirls      |
| 2018 | AVN Awards        | Номинация | Лучшая групповая лесбийская сцена                 | Villain                  |
| 2018 | AVN Awards        | Номинация | Лучшая сцена триолизма Ж-М-Ж                      | Make It 3                |
| 2018 | AVN Awards        | Номинация | Лучшая сексуальная сцена в виртуальной реальности | Santa’s Wankzshop        |
| 2018 | AVN Awards        | Номинация | Лучшая сцена орального секса                      | Fill My Throat           |
| 2018 | AVN Awards        | Номинация | Приз зрительских симпатий: любимая актриса        | н/д                      |
| 2018 | Spank Bank Awards | Номинация | Лучший глотатель                                  | н/д                      |
| 2018 | Spank Bank Awards | Номинация | Минет / Буккаке Крутая девчонка года              | н/д                      |
| 2018 | Spank Bank Awards | Номинация | Цель года - Кончить на лицо                       | н/д                      |
| 2018 | Spank Bank Awards | Номинация | Латиноамериканская старлетка года                 | н/д                      |
| 2018 | Spank Bank Awards | Номинация | Самый талантливый язык                            | н/д                      |
| 2018 | Spank Bank Awards | Номинация | Оральный авторитет года                           | н/д                      |
| 2018 | Spank Bank Awards | Номинация | Феномен киски года                                | н/д                      |
| 2018 | Spank Bank Awards | Номинация | Звезда виртуальной реальности года                | н/д                      |
| 2018 | XBIZ Award        | Номинация | Лучшая сексуальная сцена в фильме гонзо           | Ripe 3                   |
| 2018 | XBIZ Award        | Номинация | Лучшая сексуальная сцена в табу-фильме            | Stepdad Seduction 3      |

## Избранная фильмография
- 2015 : Little Princess
- 2015 : My First Training Bra
- 2016 : Pussy Eaters and Finger Bangers
- 2016 : Women Seeking Women 133
- 2017 : Women Seeking Women 140
- 2017 : Women Seeking Women 143
- 2018 : Strap-on Anal 2